# 伊丹市立昆陽里小学校
伊丹市立昆陽里小学校（いたみしりつ こやのさとしょうがっこう）は、兵庫県伊丹市山田2丁目に所在する公立小学校。

## 沿革
- 1973年（昭和48年）4月1日 - 開校。

## 通学区域
- 昆陽南4丁目7番57号1、2、5丁目、寺本1丁目、寺本東1丁目（1番7号～12号を除く）、2丁目、野間北、山田[1]。

※卒業後は基本的に伊丹市立松崎中学校に進学する。

## 出身者
- 田中将大（プロ野球選手、読売ジャイアンツ）
- 坂本勇人（プロ野球選手、読売ジャイアンツ）
- V.I.P(YouTuber)
- 太野彩香（NGT48メンバー）

## 通学区域が隣接している学校
- 伊丹市立花里小学校
- 伊丹市立摂陽小学校
- 伊丹市立笹原小学校
- 尼崎市立武庫東小学校
- 尼崎市立武庫北小学校